# 莫扎伊斯克區 (莫斯科)
莫扎伊斯克區（羅馬化：Mozhaysky rayon）是俄羅斯首都莫斯科的一個區，属莫斯科市西行政区，始设于1995年7月5日，面积10.73平方公里，人口145,961人。2012年7月1日起，斯科尔科沃创新中心划归莫扎伊斯克区管辖。达维德科沃站、孔策沃站、工人镇站和谢图尼站位于该区。